# 찬양정무대신

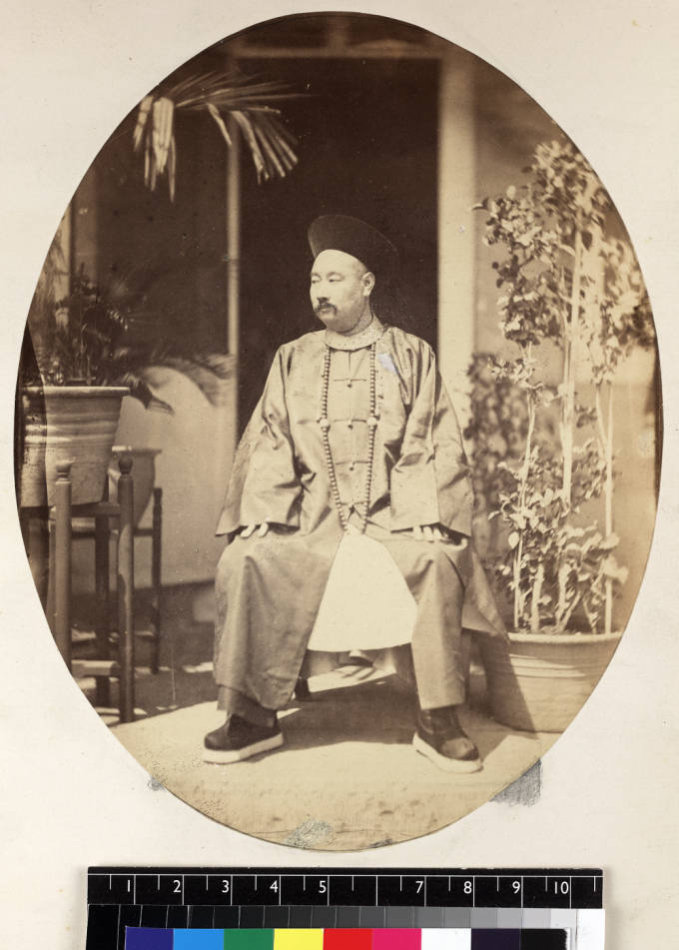
이혁보국군왕 쑤순

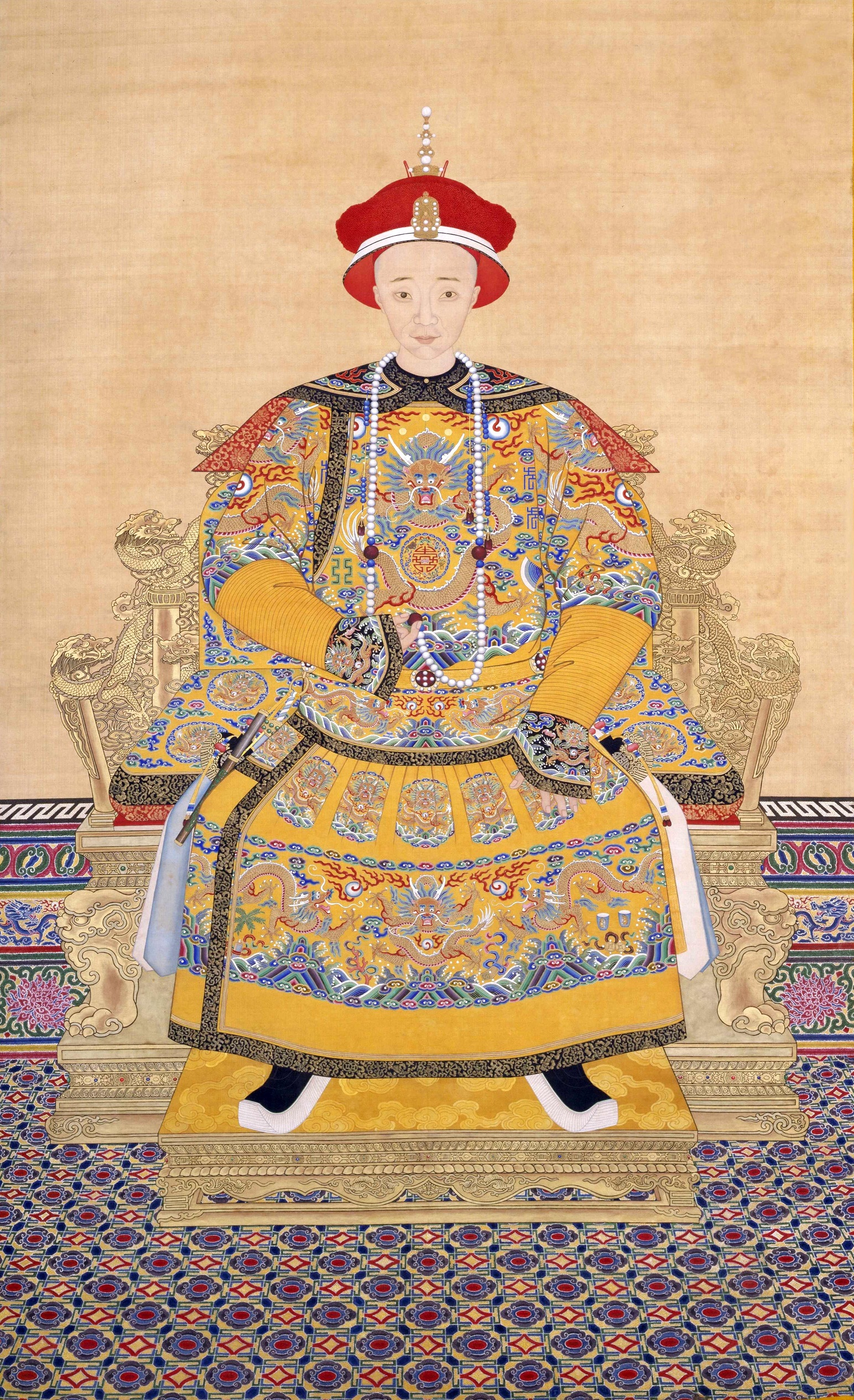
청 문종 함풍제

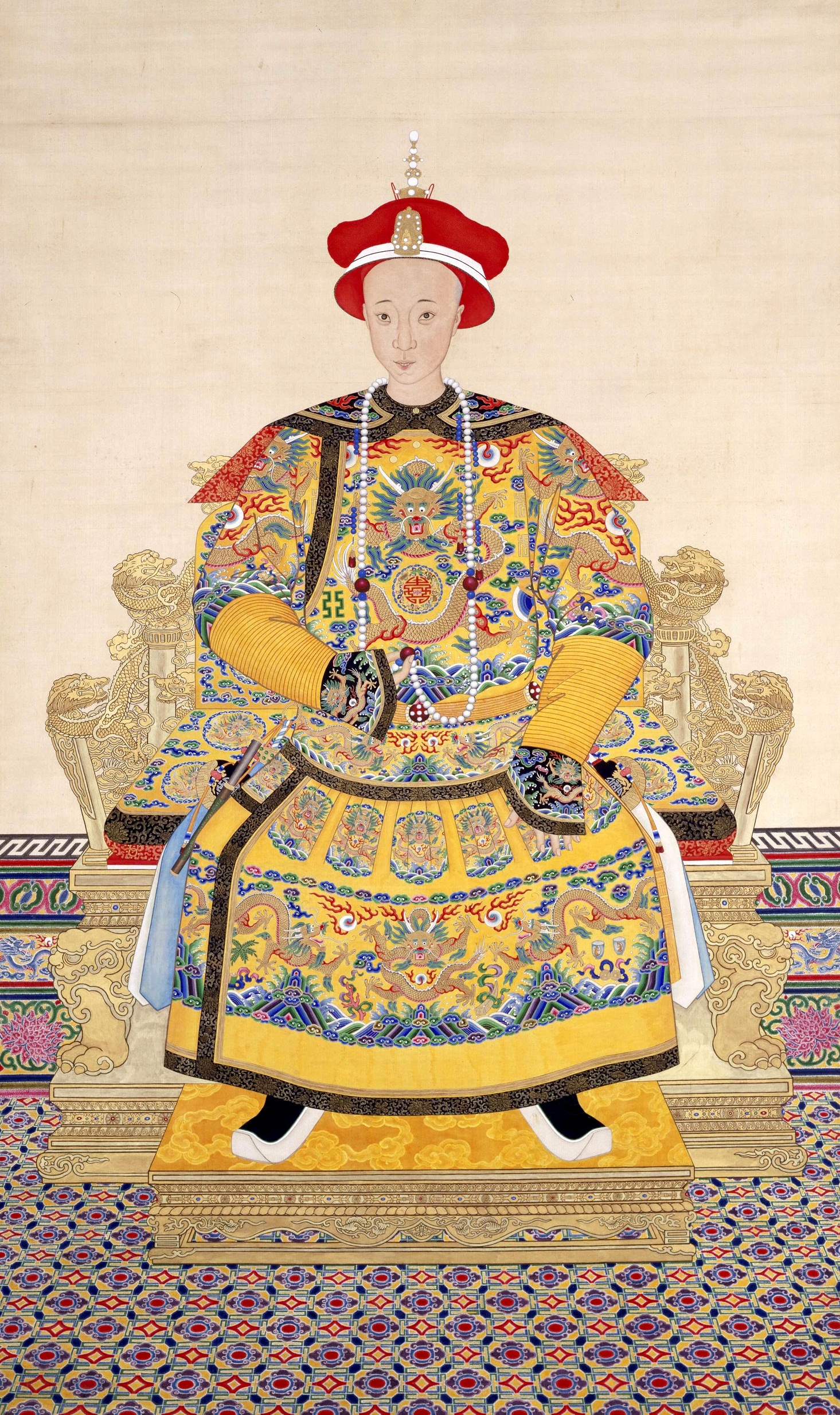
청 목종 동치제

찬양정무대신(贊襄政務大臣)은 함풍제(咸豊帝) 말기 시대와 동치제(同治帝) 초기 시대의 8명의 고명대신으로, 이혁친왕 짜이위안, 이혁정친왕 돤화, 부찰 경수, 탁화락 목음, 광원, 두한, 초우영, 이혁보국군왕 쑤순이다.
이들 8명의 고명대신들은 함풍제 치세 말기이던 1858년 12월 20일에서부터 3년 후 유군 동치제 짜이춘 치세 초기이던 1861년 12월 15일을 기하여 신유정변 사건으로 인하여 숙청될때까지 모두 각각 1명씩 대리청정 혹은 섭정 등을 맡았다.